# Christian Lorentz von Adlershelm

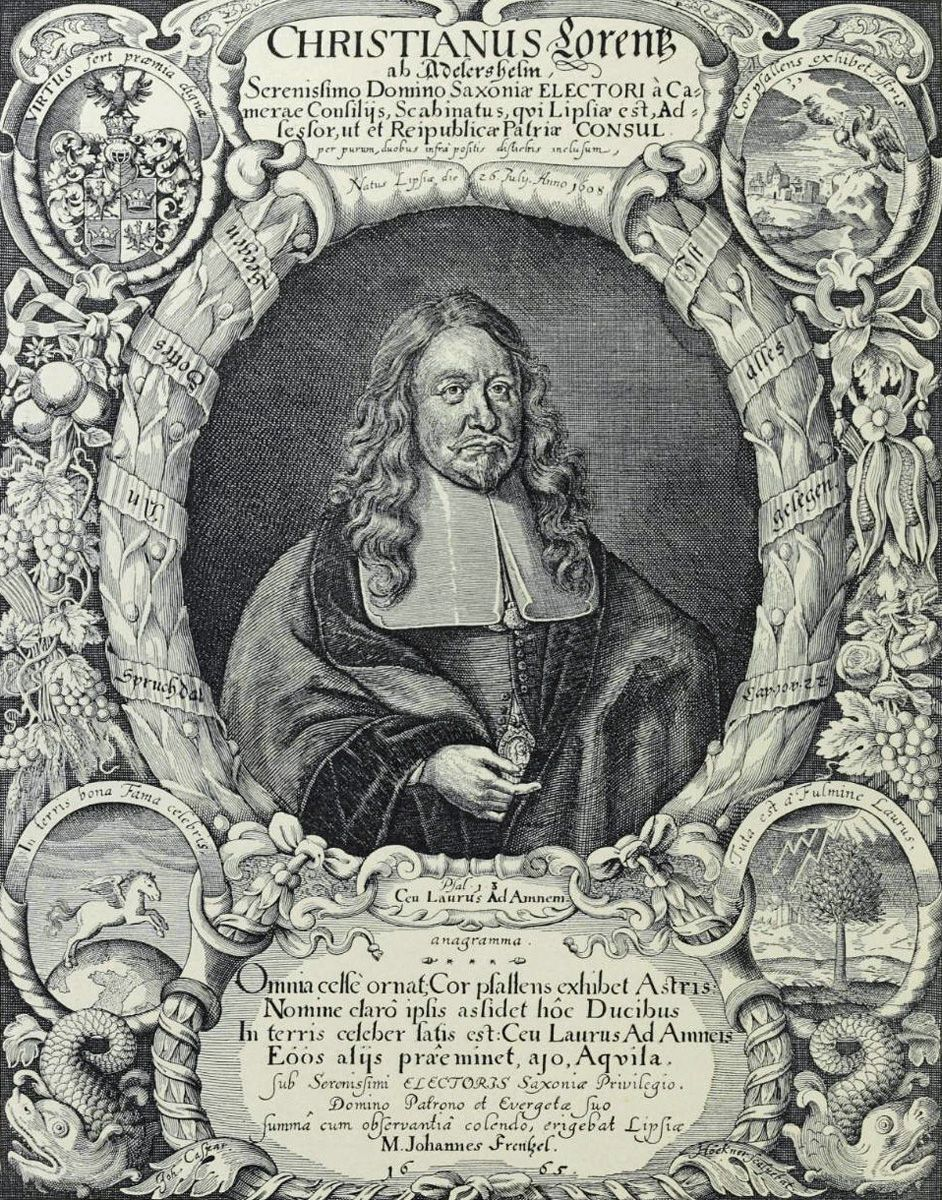
Christian Lorentz von Adlershelm, Kupferstich von Johannes Höckner, 1665

Christian Lorentz von Adlershelm (* 26. Juli 1608 in Leipzig; † 7. Februar 1684 ebenda) war kaiserlicher Rat, Geheimer Kammerrat des Kurfürsten Johann Georg II. von Sachsen, Assessor des Schöffenstuhls Leipzig, regierender Bürgermeister und Vorsteher der Thomasschule.

## Leben
Christian Lorentz war der Sohn des aus Nürnberg stammenden Michael Lorentz und der Anna geb. Catherin. Er besuchte das Gymnasium St. Elisabeth in Breslau und lernte bei Thomas Sagittarius. Nach dessen Tod kehrte er nach Leipzig zurück, wo er sein Studium fortsetzte.
1640 begann er seine Beamtenkarriere durch die Wahl in einen der drei sich jährlich abwechselnden Räte der Stadt. 1642 floh er mit seiner Familie vor der Besetzung Leipzigs durch die Schweden im Dreißigjährigen Kriege nach Hamburg.
1648 wurde Christian Lorentz Rat des Kaisers Ferdinand III. von Habsburg (1608–1657) und von diesem noch im gleichen Jahr mit dem Prädikat „von Adlershelm“ in den Adelsstand erhoben.
Obwohl durch seine Flucht beim Leipziger Stadtrat missliebig gemacht, kehrte er 1659 auf Befehl von Kurfürst Johann Georg II. (1613–1680), dessen Geheimer Kammerrat er war, nach Leipzig zurück und wurde zum Bürgermeister gewählt. Diese Funktion hatte er im jeweils dreijährlichen Wechsel bis zu seinem Tode im Amt neunmal inne. An diese Zeit erinnert die damals errichtete Alte Handelsbörse.
Am 23. September 1633 hatte Christian Lorentz Johanna, die Tochter des Ratsherren Eduard Becker aus Leipzig, geheiratet. Mit ihr hatte er einen Sohn und sechs Töchter. Die Familie bewohnte in Leipzig das Renaissance-Haus Katharinenstraße 11, das spätere durch Umbau barocke Fregehaus. Von Adlershelm besaß das Grundstück, das später als Kleinbosischer Garten bekannt wurde. Zu seinem Eigentum gehörte auch eine öffentlich zugängliche Kunst- und Naturaliensammlung.
Er war Mitglied der sprachpflegenden Fruchtbringenden Gesellschaft mit dem Gesellschaftsnamen „der Immergrüne“.

## Ehrung
1931 wurde im Leipziger Stadtteil Anger-Crottendorf eine Straße nach Christian Lorentz von Adlershelm Adlershelmstraße benannt.